# Český Krumlov
Český Krumlov (Duits: Krumau an der Moldau of (Böhmisch) Krumau) is een stadje in de Tsjechische regio Zuid-Bohemen. De stad ligt in een lus van de rivier de Moldau. De historische binnenstad staat sinds 1992 op de Werelderfgoedlijst van UNESCO en trekt veel toeristen.

## Geschiedenis
De eerste vermelding van de burcht van Český Krumlov dateert uit 1253. Destijds was het de voornaamste residentie van het Boheemse geslacht van de Witigonen. In 1302 ging het bezit over op het geslacht Rosenberg. De nederzetting bij de burcht, bewoond door Tsjechen en Duitsers, werd tot stad verheven en voorzien van een kerk, kloosters en een ziekenhuis. In de 15de eeuw namen de hussieten de stad in en werd het Tsjechische bevolkingsdeel versterkt. Een eeuw later was het Duitstalige element dominant geworden vanwege de exploitatie van zilvermijnen, die mijnwerkers uit Saksen aantrok. Wilhelm von Rosenberg liet zijn slot door Italiaanse bouwmeesters tot een renaissancekasteel verbouwen. Hij sloot zich in 1584 aan bij de katholieke Boheemse hoge adel, die na 1621 en de verdrijving van de protestanten nauw verbonden zou blijven met het huis Habsburg. Van de Rosenbergs ging het bezit van het slot over op de Eggenbergs en van dezen in 1719 op het Beierse huis Schwarzenberg, dat de titel van vorst en hertog van Krumau verwierf en die tot 1919 zou behouden. Krumau werd een katholiek religieus centrum met onderwijsinstellingen. In 1919 werd Bohemen bij het Verdrag van Saint Germain een deel van het nieuw opgerichte Tsjecho-Slowakije. De 8.226 zielen tellende bevolking van Krumau was grotendeels (5.894) Duitstalig en kreeg minderhedenrechten toebedeeld.
In 1938 moest Tsjecho-Slowakije bij het Verdrag van München het Sudetenland, waartoe ook Český Krumlov behoorde, afstaan aan Duitsland. Veel Tsjechen vertrokken, maar een deel koos als tweetalige voor aanpassing. Na de vlucht van de nationaalsocialistische autoriteiten in april 1945 werden bij de Benes-decreten alle Duitstaligen onteigend en verdreven. Kasteel Schwarzenberg werd geconfisqueerd. Na de val van het communistische bewind kreeg Karel Schwarzenberg, telg uit het geslacht Schwarzenberg, het slot terug. Voorwaarde was dat hij zich tot Tsjech liet naturaliseren. Karel stelde het kasteel open ter bezichtiging en voor culturele evenementen.

## Bezienswaardigheden
Het grootste deel van de oude stad en het kasteel is gebouwd tussen de 14e en de 17e eeuw, vooral in gotische, renaissance- en barokstijlen. In de communistische periode raakte het erfgoed in verval. Sinds 1989 zijn veel gebouwen gerestaureerd.
- Kasteel Schwarzenberg, met vijf binnenhoven, een baroktheater, een slottuin en zalen.
- Raadhuis uit ca. 1580
- Synagoge en Joodse begraafplaats
- Egon Schiele Museum
- Streekmuseum (Regionálni muzeum)
- Sint Vituskerk (kostel Svatého Víta), gebouwd tussen 1407 en 1439
- Minderbroeders- en Klarissenklooster waarvan de kerk tussen 1649 en 1681 in barokke stijl werd verbouwd
- Blanský les

## Klimaat
| Maand                           | jan | feb | mrt | apr | mei | jun | jul | aug | sep | okt | nov | dec | Jaar  |
| ------------------------------- | --- | --- | --- | --- | --- | --- | --- | --- | --- | --- | --- | --- | ----- |
| Gemiddeld maximum (°C)          | 1   | 3   | 8   | 14  | 17  | 22  | 24  | 24  | 19  | 14  | 8   | 3   | 13,08 |
| Gemiddeld minimum (°C)          | −4  | −3  | 0   | 4   | 7   | 11  | 12  | 13  | 9   | 5   | 2   | −2  | 4,5   |
|                                 |     |     |     |     |     |     |     |     |     |     |     |     |       |
| Neerslag (mm)                   | 58  | 51  | 56  | 51  | 117 | 137 | 142 | 93  | 73  | 58  | 45  | 54  | 935   |
| Bron: Het weer in Český Krumlov |     |     |     |     |     |     |     |     |     |     |     |     |       |

## Geboren in Krumau/ Krumlov
- Stephan Krumenauer (1400–1461), bouwmeester
- Jakub Horčický z Tepence (1575–1622), medicus en farmaceut
- Oswald Neumann (1751–1801), abt van het nabijgelegen klooster Hohenfurth
- Joseph Karl Ambrosch (1754–1822), operazanger en componist in Berlijn
- Felix Prinz zu Schwarzenberg (1800–1852), diplomaat aan het Hof in Wenen
- Franz Stark (1818–1880), filoloog en lid van het Frankforter Parlement
- Anna Chromy (1940-2021), beeldend kunstenares
- Petr Muk (1965–2010), zanger en musicus
- Jan Matura (1980), ski-kampioen

Niet geboren maar wel in Krumau opgegroeid is:
- Egon Schiele (1890–1918), expressionistisch schilder, moest de stad op beschuldiging van onzedelijkheid verlaten en ging naar Wenen. Hij groeide op in Krumau, waar zijn moeder geboren was

## Cultuur
Český Krumlov is een stad van cultuur. Er vinden veel evenementen plaats. Het bekendste is het Slavnosti pětilisté růže-festival. Dit wordt elk jaar gehouden in het Zonnewende-weekend in juni. Tijdens het feest wordt geen verkeer toegelaten in het centrum en verandert het in een middeleeuwse stad. Er vinden onder andere in het kasteel en bij de rivier dans- en theatervoorstellingen plaats. Het festival eindigt met vuurwerk boven het kasteel.

## Stadsdelen
- Český Krumlov stad (Krumau a. d. Moldau, Böhmisch Krumau of Krummau)
- Domoradice (Dumrowitz)
- Horní Brána (Obertor)
- Latrán (Latron)
- Nádražní Předměstí (Bahnhofsvorstadt)
- Nové Dobrkovice (Neuturkowitz)
- Nové Spolí (Neupohlen)
- Plešivec (Flößberg)
- Slupenec (Lupenz)
- Vnitřní Město (Innenstadt)
- Vyšný (Weichseln)

## Partnersteden
- Hauzenberg (Duitsland)
- San Gimignano (Italië)
- Slovenj Gradec (Slovenië)
- Vöcklabruck (Oostenrijk)

## Afbeeldingen

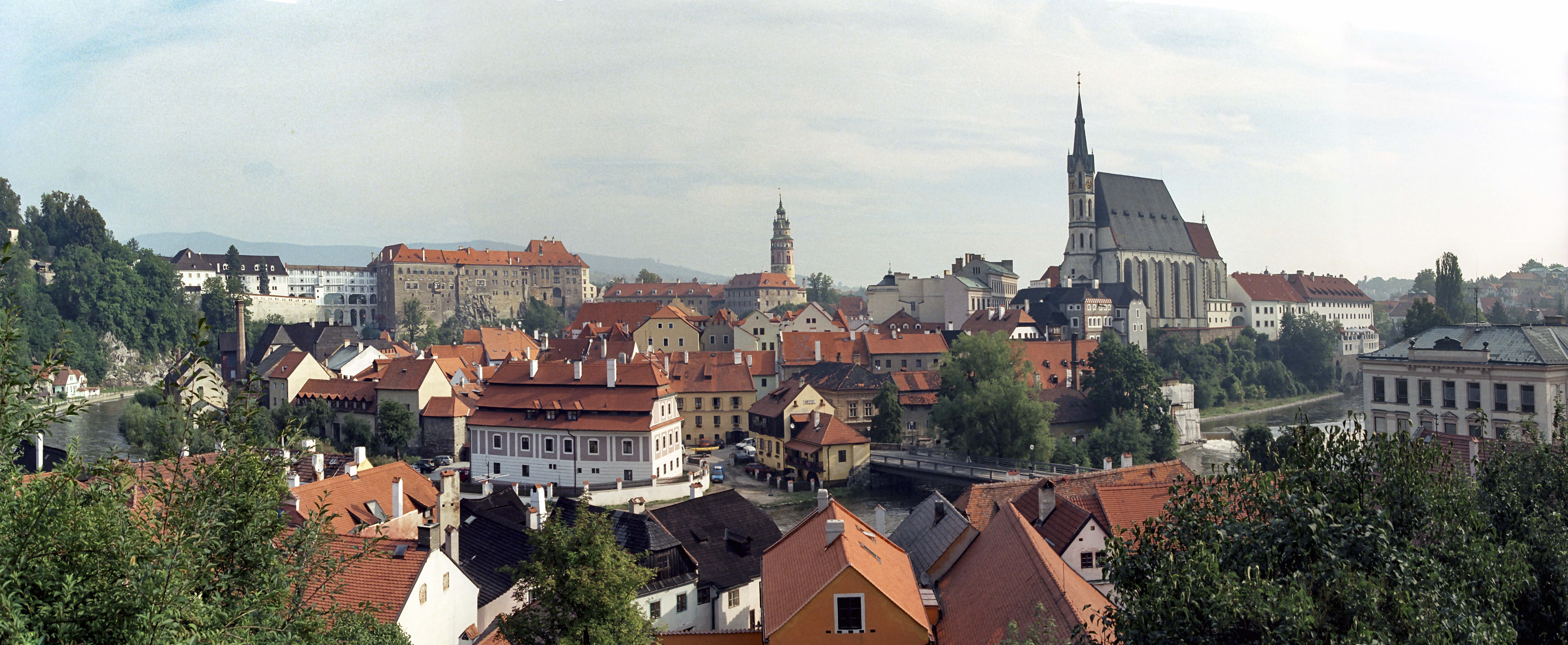
Panorama

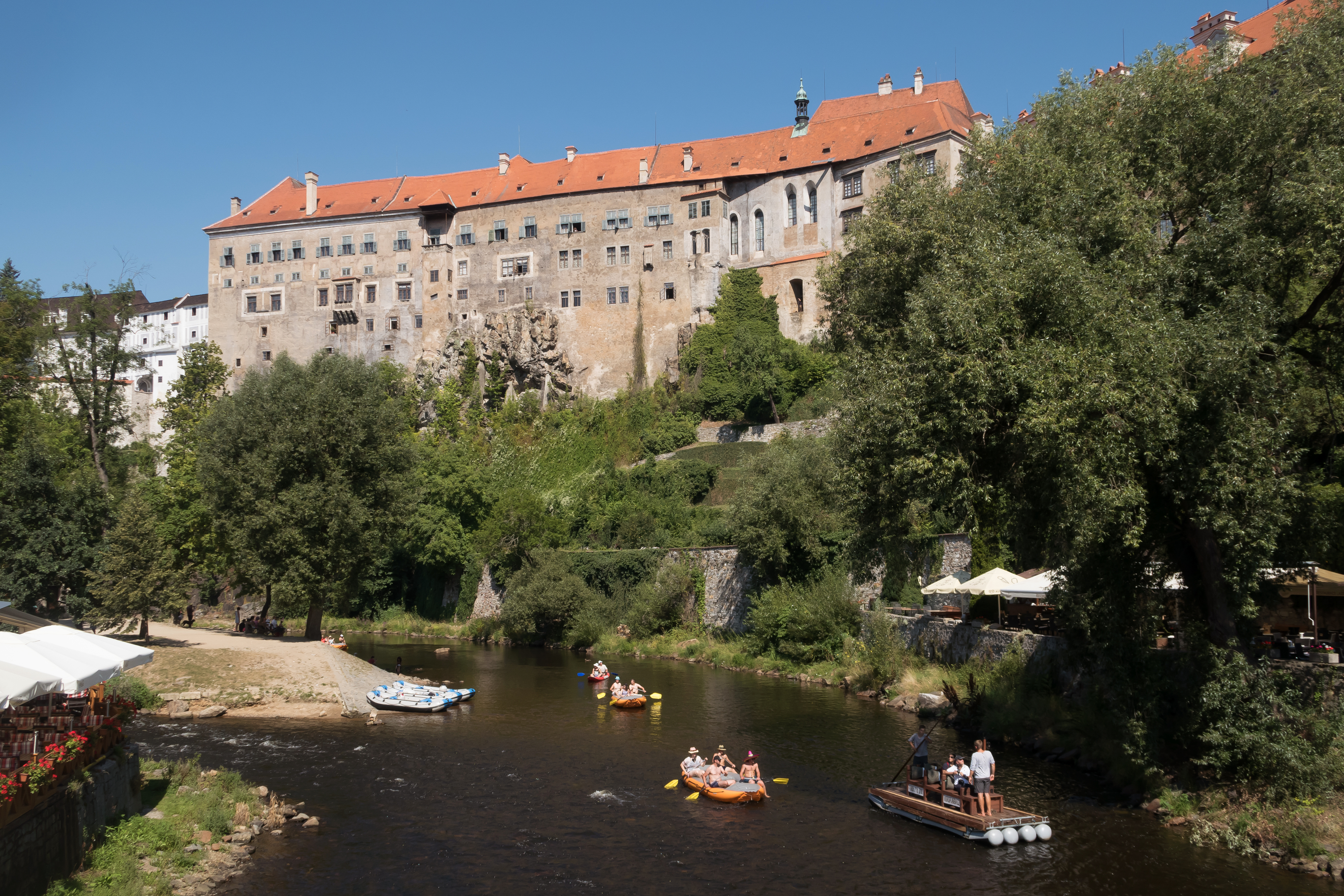
Deel van kasteel Schwarzenberg
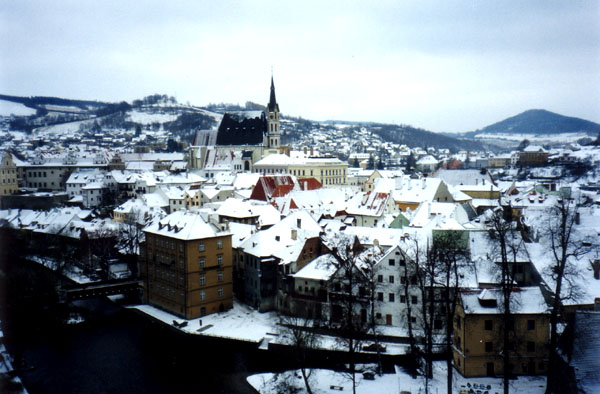
Uitzicht vanaf het kasteel
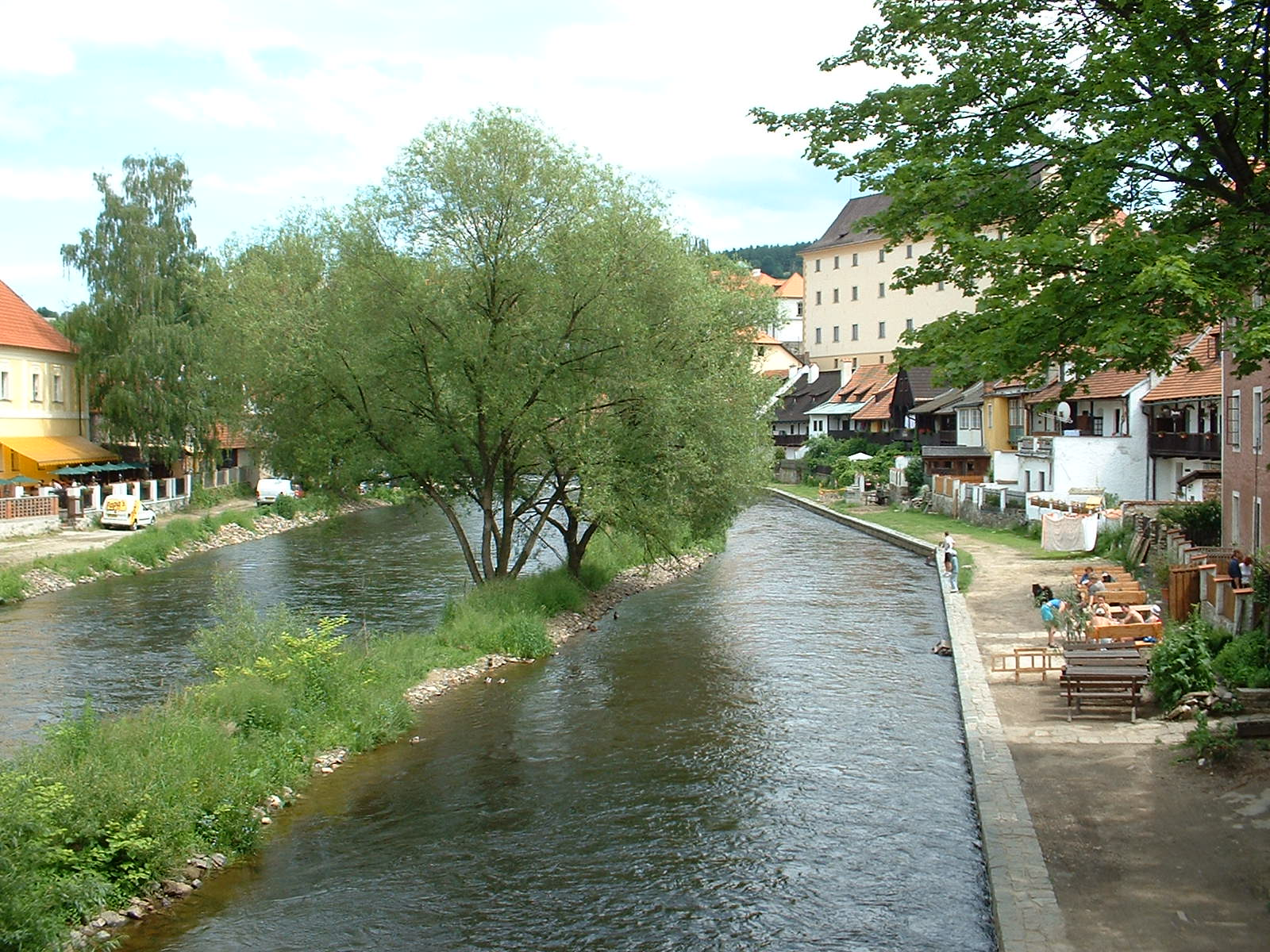
De Moldau in Český Krumlov
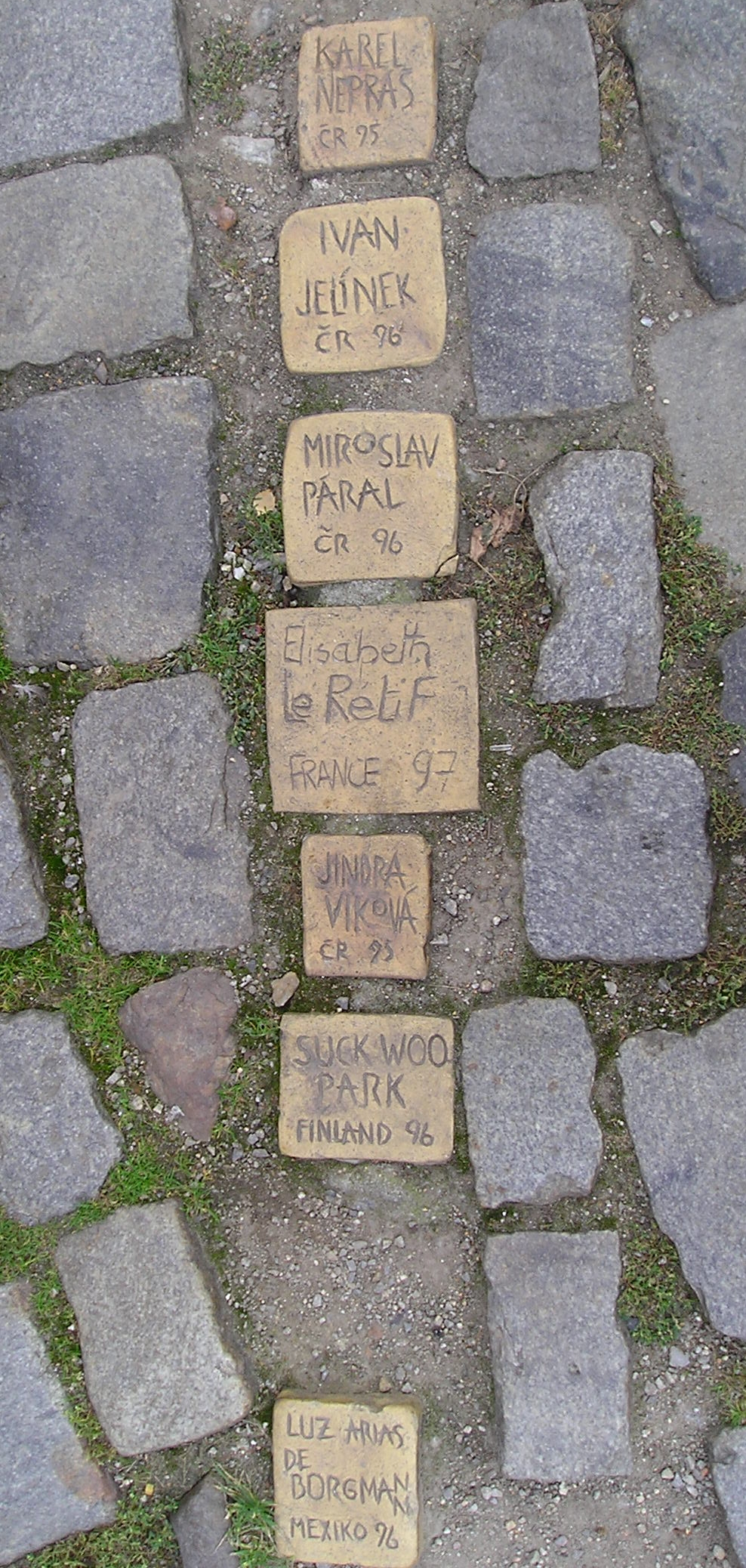
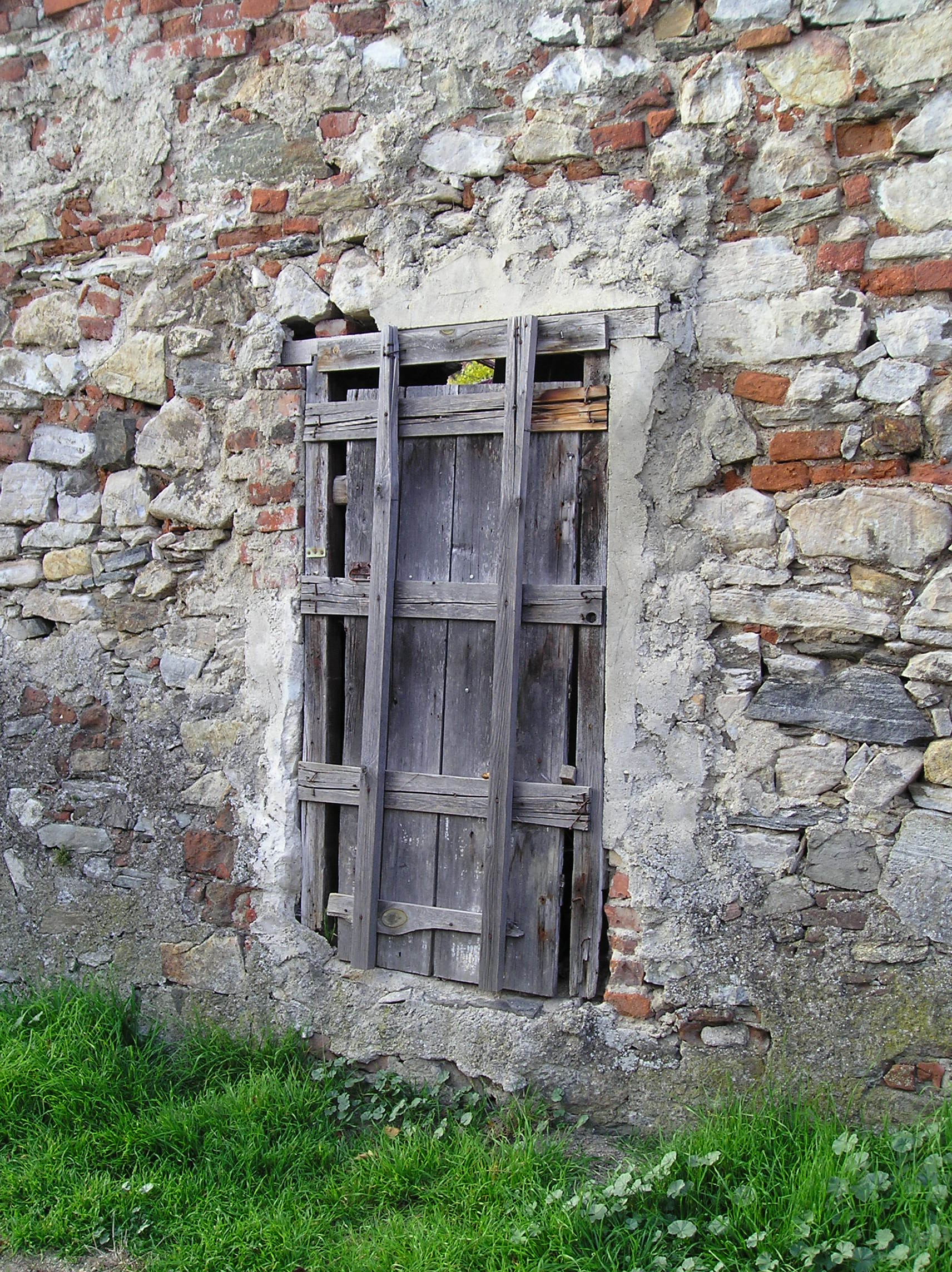
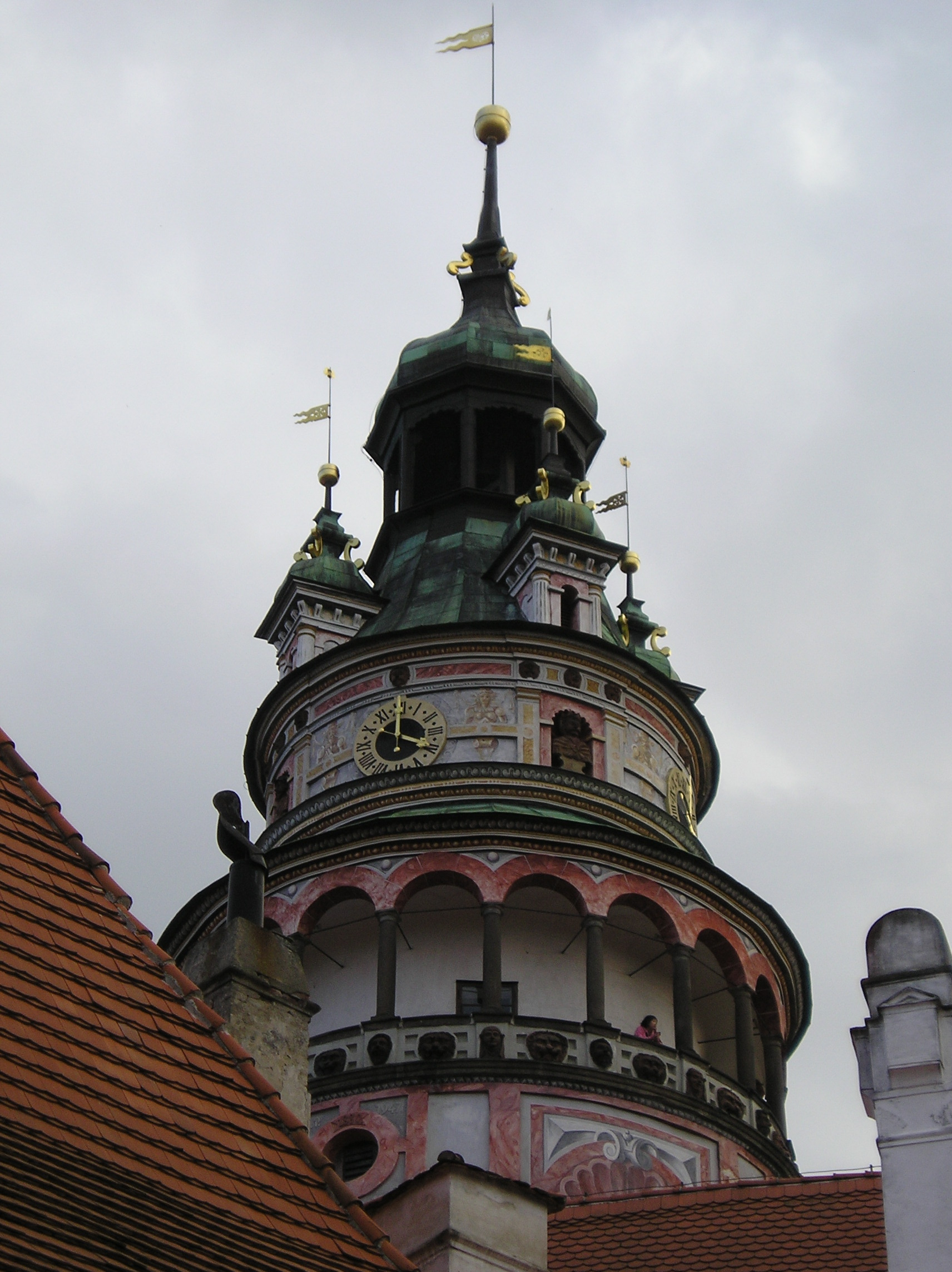
Kasteeltoren